# كبير سلاحدار فرنسا

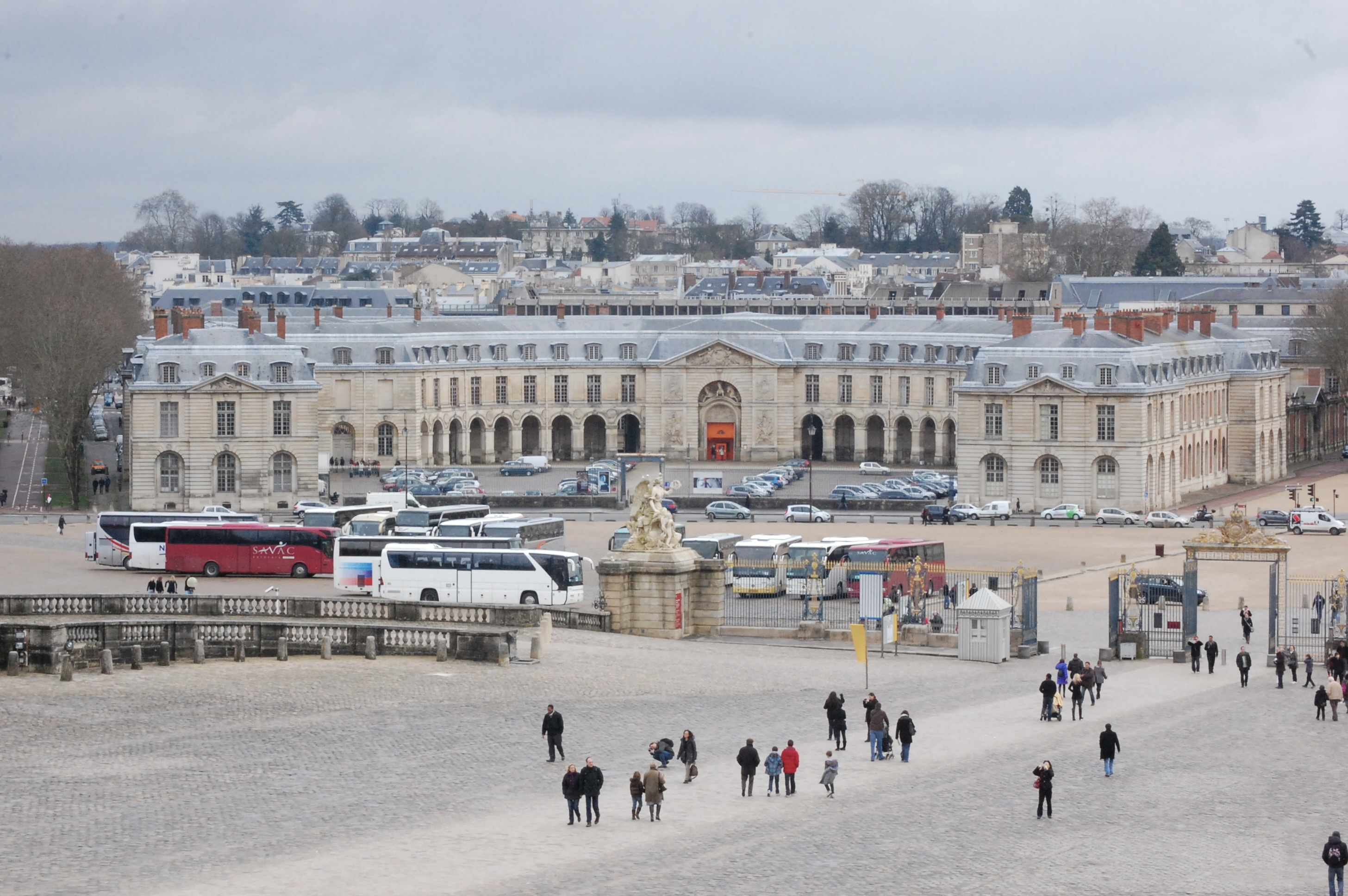

كبير سلاحدار فرنسا (بالفرنسية: Grand Écuyer de France)‏ هو أحد الضباط الكبار لتاج فرنسا وعضو في دار الملك (بالفرنسية: Maison du Roi)‏ خلال الحكم الأترافي. كلمة "écuyer"، هي كلمة فرنسية تعني حامل الدروع، وأصلها هو الكلمة الفرنسية "écurie" (إسطبل).

## وصلات خارجية
- Great Officers of the Crown
- Officers at the Coronation